# Brachypogon gearyae
Brachypogon gearyae är en tvåvingeart som beskrevs av Debenham 1991. Brachypogon gearyae ingår i släktet Brachypogon och familjen svidknott. Inga underarter finns listade i Catalogue of Life.